# 加夫列尔·海因策
加夫列尔·伊万·海因策（西班牙語：Gabriel Iván Heinze，發音：[ɡaˈβɾjel ˈxejnse]；1978年4月19日—）是一位阿根廷前足球運動員，擔任後衛，出身紐維爾舊生，曾效力西甲的華拉度列和皇家马德里、法甲的巴黎圣日耳曼和馬賽、英超的曼聯及意甲的羅馬，在各個頂級聯賽合共上陣超過400場。

## 生平
2004年夏天海因策協助阿根廷奪得奧運金牌後，以 690 萬英鎊由巴黎圣日耳曼加盟曼聯。他於國家隊經常出任中堅位置，在曼聯則較多出任左閘。
04-05年賽季裏，由於需要代表阿根廷出席雅典奧運會，軒斯延遲歸隊，但就有著出色的發揮，他很快成爲曼聯的主力後衛，於2004年9月11日首度披上曼聯戰衣對保頓即首開紀錄，他和里奥·费迪南德一直被教练弗格森委以重任。他在加盟後的第一季便以光芒四射的表現成為了該年度球迷投票的最佳球員及曼聯球員先生。2005年9月軒斯在欧洲冠军联赛對西班牙球會比利亞雷阿爾比赛時拉傷十字韌帶，而根據醫生的第一时间檢查，估計軒斯该赛季都不能再披甲上阵。弗格森接受訪問時証實這項消息，這位前一个赛季表現出色的後衛受伤對曼聯來說是一個壞消息。
世界盃後，一般認為軒斯會再次成為曼聯的正選左后卫，可惜赛季開始後，他依然不停受到傷病困擾，更需要和艾華爭奪正選位置。曼聯於06/07年的球季尾段傷兵滿營，其中後防更是重災區，一度同時間有三名中堅球員受傷，軒斯的上陣機會亦隨即大增，擔當著左後防或中堅位置。
由於左後防的正選位置已漸漸被埃夫拉搶走，軒斯於2007年夏天表明希望離隊尋求更多比賽機會。由於只有利物浦出價能夠符合曼聯的要求，但曼聯卻不想將軒斯賣至傳統死敵隊中，因此軒斯的經理人曾揚言要告上法庭，而曼聯方面則堅持不會將這名後防球員賣至利物浦。由於盛傳離隊，他於06/07年開季被取去其4號球衣，改穿14號球衣。之後再沒有機會代表曼聯上陣比賽。
2007年8月轉會至西甲勁旅皇家馬德里。
到了2009年6月，因為皇馬會長佩雷斯出資3億歐元再將皇馬重新打造一支全新的銀河艦隊，他與幾個隊友都被「清洗」，如沙維奧拿、沙加度、亨特拿、史奈達等等。軒斯其後效力馬賽、羅馬、紐維爾舊生。2014年掛靴。

## 2006年世界盃
外界预测軒斯有可能會錯過2006年世界盃，幸好，軒斯在世界盃前康復，並被國家隊的主教練選入世界盃的23人名單當中。
在決賽圈當中，軒斯先後在對科特迪瓦、塞爾維亞及黑山的分組賽賽事及淘汰賽對墨西哥和德國的比賽首发上陣。在与德國队的八強賽事中，阿根廷在互射十二碼不敵德國，結束了軒斯的2006年世界盃之旅。
2017年12月11日開始執教沙士菲。

## 曾奪得的獎項
- 奧運足球金牌：2004年
- 英格蘭超級聯賽冠軍：2006-07年
- 西甲聯賽冠軍：2007-08
- 法甲聯賽冠軍: 2009-10

## 外部連結
- 球迷網站（页面存档备份，存于）
- 生涯統計（页面存档备份，存于）
- 球隊及國家隊（页面存档备份，存于）
- 世界盃回顧[永久]